# Франкенвіні (фільм, 2012)
«Франкенвіні» (англ. Frankenweenie) — анімаційний фільм режисера Тіма Бертона, світова прем'єра якого відбулася 4 жовтня 2012 року. В Україні він вийшов у прокат 18 жовтня 2012 року. Мультфільм є ремейком однойменного короткометражного фільму, створеного режисером на студії «Дісней» в 1984. Фільм знімався в монохромному зображенні. Він став першим чорно-білим фільмом, що вийшов у форматі IMAX 3D.

## Український дубляж
Фільм дубльовано на студії «Le Doyen» на замовлення «Disney Character Voices International» у 2012 році.
- Режисер дубляжу — Анна Пащенко
- Переклад тексту та пісні — Сергій SKA Ковальчук
- Музичний керівник — Тетяна Піроженко
- Мікс-студія — Shepperton International
- Творчий консультант — Maciej Eyman

Ролі дублювали:
- Денис Маркульчак  — Віктор Франкенштейн
- Андрій Твердак — Пан Франкенштейн
- Аліна Проценко — Пані Франкенштейн
- Анастасія Зіновенко — Ельза ван Хельсинґ
- Євген Пашин — Пан Бургомистренко
- Євген Малуха — Пан Ржикруські
- Максим Чумак — Едгар Ґор
- Сергій Нікітін — Тошіякі
- Тарас Нестеренко — Насор
- Ярослав Розенко — Боб
- Єлизавета Зіновенко — Дивна дівчина

А також: Олена Узлюк, Людмила Суслова, Людмила Ардельян, Ніна Касторф, Дмитро Вікулов, Андрій Мостренко, Володимир Канівець, Віталіна Біблів, Юрій Сосков, Сергій Солопай.